# Leuciacria olivei
Leuciacria olivei is een vlindersoort uit de familie van de Pieridae (witjes), onderfamilie Pierinae.
Leuciacria olivei werd in 1999 beschreven door C. Müller.